# Slam (magazine)
Pour les articles homonymes, voir slam.
SLAM  est un magazine américain de basket-ball publié depuis 1994 par Primedia. SLAM publié 9 numéros par an. Il est lu par plus de 500 000 personnes à travers le monde.

## Histoire
SLAM a été lancé en 1994. Spécialisé dans le basket-ball, il partageait ce sport avec la culture hip-hop à une époque où ce genre devenait de plus en plus populaire. Créé par l'éditeur en chef Cory Johnson, sa première parution fait apparaître en couverture Larry Johnson. Ce premier numéro relate l'histoire de l'ancien joueur des Hornets de Charlotte ainsi qu'un article sur le jeune (de l'époque) Jason Kidd jouant alors pour l'université de Californie. De nombreuses rubriques, toujours présentes aujourd'hui dans le magazine, sont apparues dès ce premier numéro comme « In Your Face », « Slam-a-da-month » et « Last Shot ». Le magazine présente également une partie consacrée au shopping en présentant des produits en relation avec le basket-ball, les vêtements « street wear » ou bien des CD de hip-hop. Il a ainsi été cité comme étant un vecteur des marchés du hip-hop et du basket-ball.
SLAM a publié plus de 100 numéros depuis sa création et a fait apparaître les plus grands noms du basket-ball américain sur ses couvertures, dans ses articles et dans ses célèbres posters « SLAMups ». À ce jour, une femme seulement est apparue sur la couverture de SLAM : Chamique Holdsclaw en octobre 1998. Kobe Bryant est apparu quatorze fois sur la couverture (le record du magazine), Allen Iverson le suit avec 12 apparitions tandis que Michael Jordan en a huit apparitions.
En juillet 2018, vingt ans après Holdsclaw, c'est Maya Moore du Lynx du Minnesota qui fait la une de SLAM.

## Éditeurs
La liste des différents éditeurs de SLAM :
- Cory Johnson (fondateur et éditeur en chef)
- Russ Bengtson
- Anna Gebbie
- Tony Gervino
- Scoop Jackson (left slam)
- Ben Osborne
- "Old" Dave Lewis
- Dennis Page
- Susan Price
- Khalid Saalam
- Lang Whitaker
- Ryan Jones

## Les rubriques du magazine
- SLAMADAMONTH — un article court décrivant un dunk accompagné par une photographie de l'action. Cette rubrique présente généralement un dunk réalisé par un joueur NBA mais il a aussi présenté des joueurs universitaires dans passé. Le premier SLAMADAMONTH avait pour représentant Chris Webber en train de dunker sur Charles Barkley.

- NOYZ — une série de courtes blagues (une ligne en général) commentant des évènements récents du basket-ball et publiées anonymement. La première colonne de NOYZ est apparue dans le numéro de mars 1995.

- In Your Face — Présentation sur une page de joueurs NBA, universitaires, féminins ou internationaux.

- Last Shot— Une ancienne rubrique présentant un shoot ayant fait gagner un match. Cette partie a disparu après le numéro de janvier 2000.

- The SLAM high school diary — En 1994, SLAM débuta une tradition : choisir un joueur de basket-ball lycéen talentueux afin de suivre ses performances jusqu'à son passage à l'Université ou en NBA. Depuis le commencement de cette rubrique, six des onze joueurs suivis ont joué en NBA. Seuls LeBron James et Sebastian Telfair n'étaient pas dans leur dernière année de lycée au moment des articles. Voici la liste des joueurs suivis depuis 1994 avec leur statut actuel entre parenthèses :
- 1995 - Stephon Marbury
- 1996 - Ronnie Fields (joueur de CBA)
- 1997 - Edmund Saunders (a gagné le titre Universitaire NCAA en 1999 avec UConn, l'Université du Connecticut)
- 1998 - Ray Young (joueur de CBA)
- 1999 - Mike Dunleavy, Jr.
- 2000 - Andre Barrett (joueur à la section basket-ball du FC Barcelone)
- 2001 - Eddy Curry
- 2002 - LeBron James
- 2003 - Sebastian Telfair
- 2004 - Marvin Williams
- 2005 - Eric Devendorf (joueur à l'Université de Syracuse)
- 2006 - Thaddeus Young
- 2007 - Kevin Love
- 2008 - Tyreke Evans
- 2009 - Xavier Henry
- 2010 - Harrison Barnes (joueur des UNC Tar Heels)
- 2011 - Quincy Miller (joueur dans un lycée de Caroline du Nord)

- Trash Talk — Les lettres des lecteurs pour l'éditeur sont postées dans cette rubrique avec, parfois, des commentaires de l'éditeur.
- Rookie Diary - Tout comme le "high school diary", cette rubrique permet de suivre un rookie durant sa première saison en NBA en recueillant ses premières expériences dans la Ligue. Voici la liste des joueurs suivis depuis 2003 :
- 2003 - Drew Gooden (Grizzlies de Memphis/Magic d'Orlando)
- 2004 - Carmelo Anthony (Nuggets de Denver)
- 2005 - Andre Iguodala (76ers de Philadelphie)
- 2006 - Ike Diogu (Warriors de Golden State)
- 2007 - Kyle Lowry (Grizzlies de Memphis)
- 2008 - Joakim Noah (Bulls de Chicago)
- 2009 - Eric Gordon (Clippers de Los Angeles)
- 2010 - Jonny Flynn (Timberwolves du Minnesota)

## Les 75 meilleurs joueursNBAde tous les temps (2003) choisis par SLAM
| 1. Michael Jordan 2. Wilt Chamberlain 3. Oscar Robertson 4. Bill Russell 5. Magic Johnson 6. Larry Bird 7. Kareem Abdul-Jabbar 8. Jerry West 9. Shaquille O'Neal 10. Julius Erving 11. Elgin Baylor 12. Hakeem Olajuwon 13. Karl Malone 14. Bob Pettit 15. John Havlicek 16. Moses Malone 17. Isiah Thomas 18. John Stockton 19. Charles Barkley 20. Walt Frazier | 1. Rick Barry 2. Bob Cousy 3. Elvin Hayes 4. Dave Cowens 5. George Gervin 6. Kevin McHale 7. Dominique Wilkins 8. Patrick Ewing 9. Willis Reed 10. Wes Unseld 11. George Mikan 12. Earl Monroe 13. Nate Thurmond 14. Dolph Schayes 15. Walt Bellamy 16. David Robinson 17. Billy Cunningham 18. Paul Arizin 19. Dave DeBusschere 20. Alex English | 1. Scottie Pippen 2. Nate Archibald 3. Adrian Dantley 4. Clyde Drexler 5. Bernard King 6. Bob McAdoo 7. Gary Payton 8. Artis Gilmore 9. Jerry Lucas 10. Pete Maravich 11. Hal Greer 12. Reggie Miller 13. Allen Iverson 14. Dan Issel 15. Tim Duncan 16. Robert Parish 17. James Worthy 18. Sam Jones 19. Kobe Bryant 20. Lenny Wilkens | 1. Jason Kidd 2. Bob Lanier 3. Dennis Johnson 4. Chris Webber 5. Chris Mullin 6. Mark Aguirre 7. Connie Hawkins 8. Spencer Haywood 9. Dennis Rodman 10. Kevin Garnett 11. Dave Bing 12. Alonzo Mourning 13. Bill Walton 14. Grant Hill 15. Tracy McGrady |

## Les 50 meilleurs joueursNBAde tous les temps (2009) choisis par SLAM
Cette liste est la suivante
1. Michael Jordan
2. Wilt Chamberlain
3. Bill Russell
4. Shaquille O'Neal
5. Oscar Robertson
6. Magic Johnson
7. Kareem Abdul-Jabbar
8. Tim Duncan
9. Larry Bird
10. Jerry West
11. Elgin Baylor
12. Kobe Bryant
13. Hakeem Olajuwon
14. Bob Pettit
15. Julius Erving
16. Moses Malone
17. John Havlicek
18. Karl Malone
19. Isiah Thomas
20. Charles Barkley
21. Rick Barry
22. John Stockton
23. Elvin Hayes
24. Bob Cousy
25. David Robinson
26. Kevin McHale
27. Scottie Pippen
28. Jason Kidd
29. George Mikan
30. Kevin Garnett
31. Willis Reed
32. Wes Unseld
33. Nate Thurmond
34. Dolph Schayes
35. Walt Frazier
36. Patrick Ewing
37. Jerry Lucas
38. Gary Payton
39. Allen Iverson
40. Billy Cunningham
41. Clyde Drexler
42. LeBron James
43. Dominique Wilkins
44. Dave Cowens
45. George Gervin
46. Bob McAdoo
47. Earl Monroe
48. Dennis Rodman
49. Walt Bellamy
50. Steve Nash